# Hope and Horror
Hope and Horror — первый мини-альбом американской дэт-метал группы Immolation, выпущен 4 мая 2007 года на лейбле Listenable Records.

## Об альбоме
Hope and Horror был выпущен за 4 дня до выпуска альбома Shadows in the Light. Hope and Horror EP вошло три песни и бонус DVD с 10 концертными песнями, записанными 30 апреля 2006 года в Filmed on location B.B.King Blues Club & Grill. Концерт был записан компанией Evil Eye Productions. По словам группы, «это были замечательные съемки: отлично выбранные углы обзора, великолепная операторская работа… такое ощущение, будто стоишь в первых рядах.»

## Список композиций
| №                   | Название                                         | Длительность |
| ------------------- | ------------------------------------------------ | ------------ |
| 1.                  | «Den of Thieves»                                 | 3:20         |
| 2.                  | «The Condemned»                                  | 4:57         |
| 3.                  | «The Struggle of Hope and Horror (Instrumental)» | 7:21         |
| Общая длительность: | Общая длительность:                              | 15:45        |

## DVD
| №                   | Название                 | Длительность |
| ------------------- | ------------------------ | ------------ |
| 1.                  | «Swarm of Terror»        | 3:09         |
| 2.                  | «Unholy Cult»            | 6:25         |
| 3.                  | «Into Everlasting Fire»  | 5:27         |
| 4.                  | «Dead to Me»             | 4:11         |
| 5.                  | «Sinful Nature»          | 3:14         |
| 6.                  | «Harnessing Ruin»        | 4:27         |
| 7.                  | «Unpardonable Sin»       | 4:26         |
| 8.                  | «Crown the Liar»         | 4:41         |
| 9.                  | «No Jesus, No Beast»     | 4:45         |
| 10.                 | «At Mourning’s Twilight» | 6:07         |
| Общая длительность: | Общая длительность:      | 50:00        |

## Участники записи
- Росс Долан — вокал, бас-гитара
- Роберт Вигна — соло-гитара
- Билл Тэйлор — ритм-гитара
- Стив Шэлати — ударные